# Храм Святого Саввы (Дюссельдорф)
Храм Свято́го Са́ввы (серб. Храм светог Саве) — приходской храм Франкфуртской и всей Германии епархии Сербской православной церкви в Дюссельдорфе, в районе Лихтенбройх, главный престол которого освящён в честь первого сербского архиепископа и национального героя Сербии святого Саввы Сербского.

## История
После Второй мировой войны, когда началось восстановление разрушенных храмок, немецкая Евангелическая церковь Рейнской области, осознавая, какой невосполнимый ущерб был нанесен Сербии и её православным храмам, и в связи с тем, что в Германию хлынул поток рабочих из Югославии, приняла решение в качестве небольшой компенсации предоставить бесплатно для строительства нового храма Сербской Православной Церкви в Дюссельдорфе часть своих владений в административном районе Лихтенбройх. Деньги же на само строительство прихожане церкви, проживающие не только в Дюссеьдорфе, но в регионе между Нойсом — Мюльхайм-ан-дер-Руром, собирали несколько десятков лет. Когда же необходимая сумма была собрана, строительство было начато и завершено практически в течение одного года (1985—1986 гг.) Образцом для новой церкви послужил монастырь вблизи города Буяновац в южной Сербии.
В 2007 году рядом с церковью была построена часовня святого мученика Георгия Нового Кратовского.
В ночь на 19 декабря 2008 года церковь подверглась нападению воров. Были взломаны входные двери и внутренне убранство церкви было частично испорчено. Воры искали ценности, поэтому разбили киоты икон, похитили ценные облачения священников, и культовые предметы. Ущерб оценивался в 30 тысяч евро.
Храм входит с церковную структуру Сербской православной епархии Средней Европы. 11 мая 2009 года в храме св. Саввы происходили юбилейные торжества по случаю 40-летия образования епархии, на которых присутствовал глава Среднеевропейской епархии епископ Константин (Джокич), а также множество приглашённых гостей, среди которых митрополит Серафим (Жоантэ) (Румынская церковь), епископ Варфоломей (Греческая церковь), представители РПЦ МП в Германии, а также католической и протестантской общин Дюссельдорфа, журналисты радио и телевидения.

## Роспись храма
По красоте внутреннего оформления церковь св. Саввы Дюссельдорфа считается лучшей среди сербских церквей Германии. Росписи купола и стен на библейские и новозаветные темы выполнены сербским художником, профессором Мирославом Лацовичем из Академии живописи Белграда (факультет прикладного искусства). Два года художник провёл в разъездах между Белградом и Дюссельдорфом. Все приходящие в храм теперь восхищаются прекрасными результатами труда в византийском стиле. Но из-за того, что по воскресным и праздничным дням сюда приходят помолиться до тысячи прихожан, фрески находятся под угрозой уничтожения из-за копоти множества горящих свеч. Поэтому было решено перенести большинство богослужений, когда собирается не так много людей, в новопостроенную часовню мученика Георгия Нового Кратовского, расписанную также Мирославом Лацовичем.
Кроме бесценных фресок, в храме поражает громадное бронзовое паникадило, висящее над центром храма со вставленными в него иконописными образами двенадцати апостолов.

## Как добраться
Храм св. Саввы расположен невдалеке от терминалов Международного аэропорта Дюссельдорфа. Оттуда к храму можно доехать автобусами № 759, 729, 776, остановка «Ванхаймер Штрассе» (Wanheimer Strasse). Здание 54 (несколько в стороне от самой улицы).